# Lista planetelor minore/161701–161800
Aceasta este Lista planetelor minore/161701–161800; pentru a naviga prin lista completă vezi Lista planetelor minore.
Pentru ale detalii vezi și Proiect:Astronomie sau Portal:Astronomie.
| Nume            | Denumire provizorie | Data descoperirii  | Locul descoperirii   | Descoperitor(i)        |
| --------------- | ------------------- | ------------------ | -------------------- | ---------------------- |
| 161701 -        | 2006 JW41           | 7 mai 2006         | Kitt Peak            | Spacewatch             |
| 161702 -        | 2006 JZ46           | 5 mai 2006         | Anderson Mesa        | LONEOS                 |
| 161703 -        | 2006 JH52           | 5 mai 2006         | Anderson Mesa        | LONEOS                 |
| 161704 -        | 2006 JL55           | 1 mai 2006         | Catalina             | CSS                    |
| 161705 -        | 2006 KJ             | 16 mai 2006        | Palomar              | NEAT                   |
| 161706 -        | 2006 KG2            | 17 mai 2006        | Siding Spring        | SSS                    |
| 161707 -        | 2006 KY2            | 18 mai 2006        | Palomar              | NEAT                   |
| 161708 -        | 2006 KX37           | 24 mai 2006        | Mount Lemmon         | Mount Lemmon Survey⁠(d) |
| 161709 -        | 2006 KJ48           | 21 mai 2006        | Kitt Peak            | Spacewatch             |
| 161710 -        | 2006 KV75           | 24 mai 2006        | Palomar              | NEAT                   |
| 161711 -        | 2006 KU88           | 26 mai 2006        | Kitt Peak            | Spacewatch             |
| 161712 -        | 2006 KF91           | 24 mai 2006        | Mount Lemmon         | Mount Lemmon Survey⁠(d) |
| 161713 -        | 2006 KJ109          | 31 mai 2006        | Mount Lemmon         | Mount Lemmon Survey    |
| 161714 -        | 2006 MH             | 16 iunie 2006      | Kitt Peak            | Spacewatch             |
| 161715 Wenchuan | 2006 MZ12           | 23 iunie 2006      | Lulin Observatory⁠(d) | Q.-z. Ye               |
| 161716 -        | 2006 OS15           | 26 iulie 2006      | Siding Spring        | SSS                    |
| 161717 -        | 2006 PL23           | 12 august 2006     | Palomar              | NEAT                   |
| 161718 -        | 2006 QP28           | 21 august 2006     | Kitt Peak            | Spacewatch             |
| 161719 -        | 2006 QM123          | 29 august 2006     | Catalina             | CSS                    |
| 161720 -        | 2006 QK126          | 16 august 2006     | Palomar              | NEAT                   |
| 161721 -        | 2006 RF11           | 12 septembrie 2006 | Catalina             | CSS                    |
| 161722 -        | 2006 RH20           | 15 septembrie 2006 | Socorro              | LINEAR                 |
| 161723 -        | 2006 RT21           | 15 septembrie 2006 | Kitt Peak            | Spacewatch             |
| 161724 -        | 2006 RB48           | 14 septembrie 2006 | Catalina             | CSS                    |
| 161725 -        | 2006 RK48           | 14 septembrie 2006 | Catalina             | CSS                    |
| 161726 -        | 2006 RB102          | 15 septembrie 2006 | Kitt Peak            | Spacewatch             |
| 161727 -        | 2006 SW7            | 16 septembrie 2006 | Socorro              | LINEAR                 |
| 161728 -        | 2006 SQ20           | 18 septembrie 2006 | Goodricke-Pigott⁠(d)  | R. A. Tucker⁠(d)        |
| 161729 -        | 2006 SZ23           | 18 septembrie 2006 | Catalina             | CSS                    |
| 161730 -        | 2006 SE27           | 16 septembrie 2006 | Catalina             | CSS                    |
| 161731 -        | 2006 SG36           | 17 septembrie 2006 | Anderson Mesa        | LONEOS                 |
| 161732 -        | 2006 SV42           | 18 septembrie 2006 | Catalina             | CSS                    |
| 161733 -        | 2006 ST44           | 17 septembrie 2006 | Anderson Mesa        | LONEOS                 |
| 161734 -        | 2006 SP83           | 18 septembrie 2006 | Kitt Peak            | Spacewatch             |
| 161735 -        | 2006 SC87           | 18 septembrie 2006 | Kitt Peak            | Spacewatch             |
| 161736 -        | 2006 SA121          | 18 septembrie 2006 | Catalina             | CSS                    |
| 161737 -        | 2006 SR121          | 18 septembrie 2006 | Catalina             | CSS                    |
| 161738 -        | 2006 SD126          | 20 septembrie 2006 | Socorro              | LINEAR                 |
| 161739 -        | 2006 SL126          | 21 septembrie 2006 | Anderson Mesa        | LONEOS                 |
| 161740 -        | 2006 SE154          | 20 septembrie 2006 | Palomar              | NEAT                   |
| 161741 -        | 2006 SU207          | 25 septembrie 2006 | Kitt Peak            | Spacewatch             |
| 161742 -        | 2006 SV238          | 26 septembrie 2006 | Kitt Peak            | Spacewatch             |
| 161743 -        | 2006 SR253          | 26 septembrie 2006 | Mount Lemmon         | Mount Lemmon Survey⁠(d) |
| 161744 -        | 2006 SK259          | 26 septembrie 2006 | Kitt Peak            | Spacewatch             |
| 161745 -        | 2006 SV262          | 26 septembrie 2006 | Mount Lemmon         | Mount Lemmon Survey⁠(d) |
| 161746 -        | 2006 SF267          | 26 septembrie 2006 | Kitt Peak            | Spacewatch             |
| 161747 -        | 2006 SY272          | 27 septembrie 2006 | Socorro              | LINEAR                 |
| 161748 -        | 2006 SR274          | 27 septembrie 2006 | Mount Lemmon         | Mount Lemmon Survey⁠(d) |
| 161749 -        | 2006 ST274          | 27 septembrie 2006 | Mount Lemmon         | Mount Lemmon Survey    |
| 161750 -        | 2006 SQ285          | 25 septembrie 2006 | Mount Lemmon         | Mount Lemmon Survey    |
| 161751 -        | 2006 SU287          | 22 septembrie 2006 | Catalina             | CSS                    |
| 161752 -        | 2006 SX289          | 26 septembrie 2006 | Siding Spring        | SSS                    |
| 161753 -        | 2006 SW327          | 27 septembrie 2006 | Kitt Peak            | Spacewatch             |
| 161754 -        | 2006 SJ354          | 30 septembrie 2006 | Catalina             | CSS                    |
| 161755 -        | 2006 SQ354          | 30 septembrie 2006 | Mount Lemmon         | Mount Lemmon Survey⁠(d) |
| 161756 -        | 2006 SB360          | 30 septembrie 2006 | Catalina             | CSS                    |
| 161757 -        | 2006 TH             | 2 octombrie 2006   | RAS⁠(d)               | A. Lowe⁠(d)             |
| 161758 -        | 2006 TL18           | 11 octombrie 2006  | Kitt Peak            | Spacewatch             |
| 161759 -        | 2006 TO20           | 11 octombrie 2006  | Kitt Peak            | Spacewatch             |
| 161760 -        | 2006 TU25           | 12 octombrie 2006  | Kitt Peak            | Spacewatch             |
| 161761 -        | 2006 TK26           | 12 octombrie 2006  | Kitt Peak            | Spacewatch             |
| 161762 -        | 2006 TQ29           | 12 octombrie 2006  | Kitt Peak            | Spacewatch             |
| 161763 -        | 2006 TO30           | 12 octombrie 2006  | Kitt Peak            | Spacewatch             |
| 161764 -        | 2006 TV49           | 12 octombrie 2006  | Palomar              | NEAT                   |
| 161765 -        | 2006 TH55           | 12 octombrie 2006  | Palomar              | NEAT                   |
| 161766 -        | 2006 TC56           | 13 octombrie 2006  | Kitt Peak            | Spacewatch             |
| 161767 -        | 2006 TW62           | 10 octombrie 2006  | Palomar              | NEAT                   |
| 161768 -        | 2006 TA64           | 10 octombrie 2006  | Palomar              | NEAT                   |
| 161769 -        | 2006 TP67           | 11 octombrie 2006  | Kitt Peak            | Spacewatch             |
| 161770 -        | 2006 TK73           | 11 octombrie 2006  | Palomar              | NEAT                   |
| 161771 -        | 2006 TY86           | 13 octombrie 2006  | Kitt Peak            | Spacewatch             |
| 161772 -        | 2006 TG89           | 13 octombrie 2006  | Kitt Peak            | Spacewatch             |
| 161773 -        | 2006 TG90           | 13 octombrie 2006  | Kitt Peak            | Spacewatch             |
| 161774 -        | 2006 TU91           | 13 octombrie 2006  | Kitt Peak            | Spacewatch             |
| 161775 -        | 2006 TG108          | 1 octombrie 2006   | Siding Spring        | SSS                    |
| 161776 -        | 2006 UJ7            | 16 octombrie 2006  | Catalina             | CSS                    |
| 161777 -        | 2006 UE11           | 17 octombrie 2006  | Mount Lemmon         | Mount Lemmon Survey⁠(d) |
| 161778 -        | 2006 US27           | 16 octombrie 2006  | Kitt Peak            | Spacewatch             |
| 161779 -        | 2006 UN50           | 17 octombrie 2006  | Kitt Peak            | Spacewatch             |
| 161780 -        | 2006 UQ70           | 16 octombrie 2006  | Catalina             | CSS                    |
| 161781 -        | 2006 UX108          | 18 octombrie 2006  | Kitt Peak            | Spacewatch             |
| 161782 -        | 2006 UJ112          | 19 octombrie 2006  | Kitt Peak            | Spacewatch             |
| 161783 -        | 2006 UB132          | 19 octombrie 2006  | Catalina             | CSS                    |
| 161784 -        | 2006 UZ138          | 19 octombrie 2006  | Kitt Peak            | Spacewatch             |
| 161785 -        | 2006 UR179          | 16 octombrie 2006  | Catalina             | CSS                    |
| 161786 -        | 2006 UK189          | 19 octombrie 2006  | Catalina             | CSS                    |
| 161787 -        | 2006 UA192          | 19 octombrie 2006  | Catalina             | CSS                    |
| 161788 -        | 2006 UR208          | 23 octombrie 2006  | Kitt Peak            | Spacewatch             |
| 161789 -        | 2006 UW255          | 27 octombrie 2006  | Mount Lemmon         | Mount Lemmon Survey⁠(d) |
| 161790 -        | 2006 UK261          | 28 octombrie 2006  | Kitt Peak            | Spacewatch             |
| 161791 -        | 2006 UM261          | 28 octombrie 2006  | Catalina             | CSS                    |
| 161792 -        | 2006 UO274          | 28 octombrie 2006  | Kitt Peak            | Spacewatch             |
| 161793 -        | 2006 UT286          | 28 octombrie 2006  | Mount Lemmon         | Mount Lemmon Survey⁠(d) |
| 161794 -        | 2006 UE287          | 28 octombrie 2006  | Kitt Peak            | Spacewatch             |
| 161795 -        | 2006 VJ29           | 10 noiembrie 2006  | Kitt Peak            | Spacewatch             |
| 161796 -        | 2006 VT34           | 11 noiembrie 2006  | Catalina             | CSS                    |
| 161797 -        | 2006 VL45           | 2 noiembrie 2006   | Catalina             | CSS                    |
| 161798 -        | 2006 VN48           | 10 noiembrie 2006  | Socorro              | LINEAR                 |
| 161799 -        | 2006 VT51           | 10 noiembrie 2006  | Kitt Peak            | Spacewatch             |
| 161800 -        | 2006 VJ63           | 11 noiembrie 2006  | Kitt Peak            | Spacewatch             |